# 戸田比呂子
戸田 比呂子（とだ ひろこ、1985年10月13日 - ）は、日本の女優である。千葉県出身。SOS MODEL AGENCY所属。

## 出演

### テレビドラマ
- すずらん（1999年、NHK）
- ズッコケ三人組 第4回（1999年5月1日、NHK） - 北里真智子 役
- 大河ドラマ「葵 徳川三代」（2000年、NHK） - 信姫 役
- 鉄甲機ミカヅキ（2000年 - 2001年、フジテレビ） - OP・HIRO 役
- はぐれ刑事純情派 第14シリーズ 第7話（2001年5月16日、テレビ朝日） - 広沢しのぶ 役
- 忍風戦隊ハリケンジャー 巻之二十五（2002年8月11日、テレビ朝日） - 尾藤あやめ（あやや） 役
- 火曜サスペンス劇場 検事 霞夕子 第20作「夏の記憶」（2003年1月21日、日本テレビ）
- しあわせギフトお届け人「青野大洋おどる事件帖」（2003年7月25日、フジテレビ） - 佐川敦美 役
- 土曜ワイド劇場 '05年末特番「タクシー」（2005年、テレビ朝日） - 広美 役
- 野ブタ。をプロデュース 第7・10話（2005年11月26日・12月17日、日本テレビ）
- 氷壁（2006年、NHK） - レポーター 役
- 復讐のダイヤモンド（2006年3月18日、テレビ朝日）
- 怪奇大作戦 セカンドファイル 第1話（2007年4月2日、NHK）
- ROOKIES（2008年、TBS） - 2年B組生徒 役

### バラエティ番組
- ごきげん歌謡笑劇団（2011年 - 2012年、NHK）

### 映画
- 呪怨2（2003年） - 幽霊役の女優 役
- デビルマン（2004年）
- 欲望（2005年）
- 不撓不屈（2006年） - 薮内沙織 役
- 神の左手悪魔の右手（2006年）
- 大日本人（2007年） - 包帯の美少女 役
- 青空ポンチ（2008年） - マチコ 役
- ファーストパンチ（2012年） - 知恵 役
- ガール（2012年）
- ミロクローゼ（2012年）

### オリジナルビデオ
- 怪談壱「病院怪談」（2006年）
- 解体（2008年） - 主演

### 舞台
- OfficeENDLESSプロデュース「ゆめゆめこのじ」（2010年）

### MV
- SAKHALIN TV「ソラノアオ」（2004年3月17日）
- SEAMO「マタアイマショウ」（2006年4月5日）
- うたまろ「陽炎」（2006年6月14日）
- 小柳ゆき「We can go anywhere」（2008年10月15日）

### 広告
- 四谷学院
- ニチユ（2007年 - 2008年） - イメージキャラクター
- 全国米菓工業組合（2008年 - 2012年） - イメージキャラクター
- 裁判員制度 - 娘 役
- 花王「アタックNeo」
- スパリゾートハワイアンズ
- カーコンビニ倶楽部
- JT Rootsシリーズ

### ゲーム
- あんさんぶるガールズ!!（2016年 - 2018年、Android・iOS） - 峰山しおん 役[1]